# Saint-Pierre-de-l'Isle
Saint-Pierre-de-l'Isle é uma comuna francesa localizada no departamento de Charente-Maritime na região administrativa da Nova Aquitânia, no sudoeste da França.